# KG그룹
KG그룹(KG Group)은 경기화학과 세일기공을 모태로 하는 대한민국의 기업집단이다.

## 주요 계열사
- KG케미칼
- KG이니시스
- KG스틸
- 이데일리
- KG모빌리티
- KGM커머셜
- KG F&B